# サームファンケーン
サームファンケーン王はラーンナー王朝8代目の王である。サームプラヤーファンケーン、サームプラヤーなどとも表記される。

## 伝記
『チエンマイ年代記』によればサームファンケーンの母は正室ではなく王太后の宮女で、貴族の出であった。サームファンケーンはこの宮女が王とチエンマイの郊外に出かけている途中、パンナー・ファンケーン（現在のチエンマイ県メーテーン郡）で産み落とされた。サームファンケーンは即位の後このパンナー・ファンケーンという場所にワット・プーン（現・ワット・ムンムアン）という寺院を建てている。
即位の後、チエンラーイを治めていた兄のイークムカームがスコータイのサイルータイ王と通じチエンマイの王位を狙ってクーデターを企て、サームファンケーンとの間に戦争が起こしたが、結局イークムカームが敗北。彼はスコータイに逃げ込んだ。
その後、1404年と1405年の二回にわたりホー族（雲南のイスラーム化した中国人）によるラーンナー侵攻が行われチエンセーンが包囲された。そのためサームファンケーンはラーンナーの各地から3万人の兵を募りホー族を攻撃、景洪まで追い返した。こうしてサームファンケーン王の時代にラーンナーは名実ともに中国の朝貢国ではなくなった。
サームファンケーンは長男を副王にしたが、前王までの様にチエンラーイを治めさせることをやめ、副王は首都に置かれることとなった。
また、サームファンケーン王の時代、エメラルド仏がチエンラーイで見つかった。サームファンケーン王これを三度チエンマイに運ぼうとしたが、仏像を運んだ象が3度ともラムパーンに引き返すということが起こった。このため王は、仏像をラムパーンに安置することにした。
サームファンケーンは突如第6男のクーデターにより王位を追われることとなる。王位を追われた後はコック川上流にあるムアンサート（現ミャンマー・ムーンサート）に隠遁した。